# أشوفكم على خير (مسلسل)
أشوفكم على خير مسلسل كويتي من تأليف عبد العزيز الحشاش وإخراج جمعان الرويعي.عرض لأول مرة في26 يناير من عام 2014 

## قصة المسلسل
سعاد امراة بالأربعين من العمر، لم يترك لها الماضي، الا ذكريات مؤلمة، فلم يكن لها سوى المستقبل طوق نجاة لانقاذ ما تبقى من عمرها. التعليم كان غايتها والهدف، ومن اجله ستفعل كل ما بوسعها، للتتفوق وقد كان ! الا ان الرياح تأتي بما لا تشتهي السفن، وفي اللحظة التي قبضت سعاد فيها على حلم حياتها، إذا بحادث يقلب مخططاتها رأسا على عقب. بين الحب والحلم و العائلة..سعاد في مفترق طرق..فهل تتنازل عن حلمها ؟ ام تودع الاهل والاحباب و تقول لهم ( أشوفكم على خير ) ؟

## طاقم العمل
- حسين المنصور.(دكتور عدنان)
- إلهام الفضالة.(سعاد)
- خالد البريكي.(نواف)
- يعقوب عبد الله.(شاهين)
- بثينة الرئيسي.(مريم)
- فوز الشطي.(انوار)
- إبراهيم الحساوي.(عيسى)
- عبد الله الطراروة.(سيف)
- ناصر عباس.(احمد)
- أسيل عمران.(لطيفة)
- نور الغندور.(بثينة)
- محمد الرمضان.(باسل)
- غدير صفر.(هيا)
- شهد عبد الله.(سارة)
- فاطمة الحوسني.(ام احمد)
- عبد الله هيثم.(فهد)
- علي الحمدان.(فيصل المتوحش)
- مارتينا (ممثلة).(بهية)